# Graham Rahal

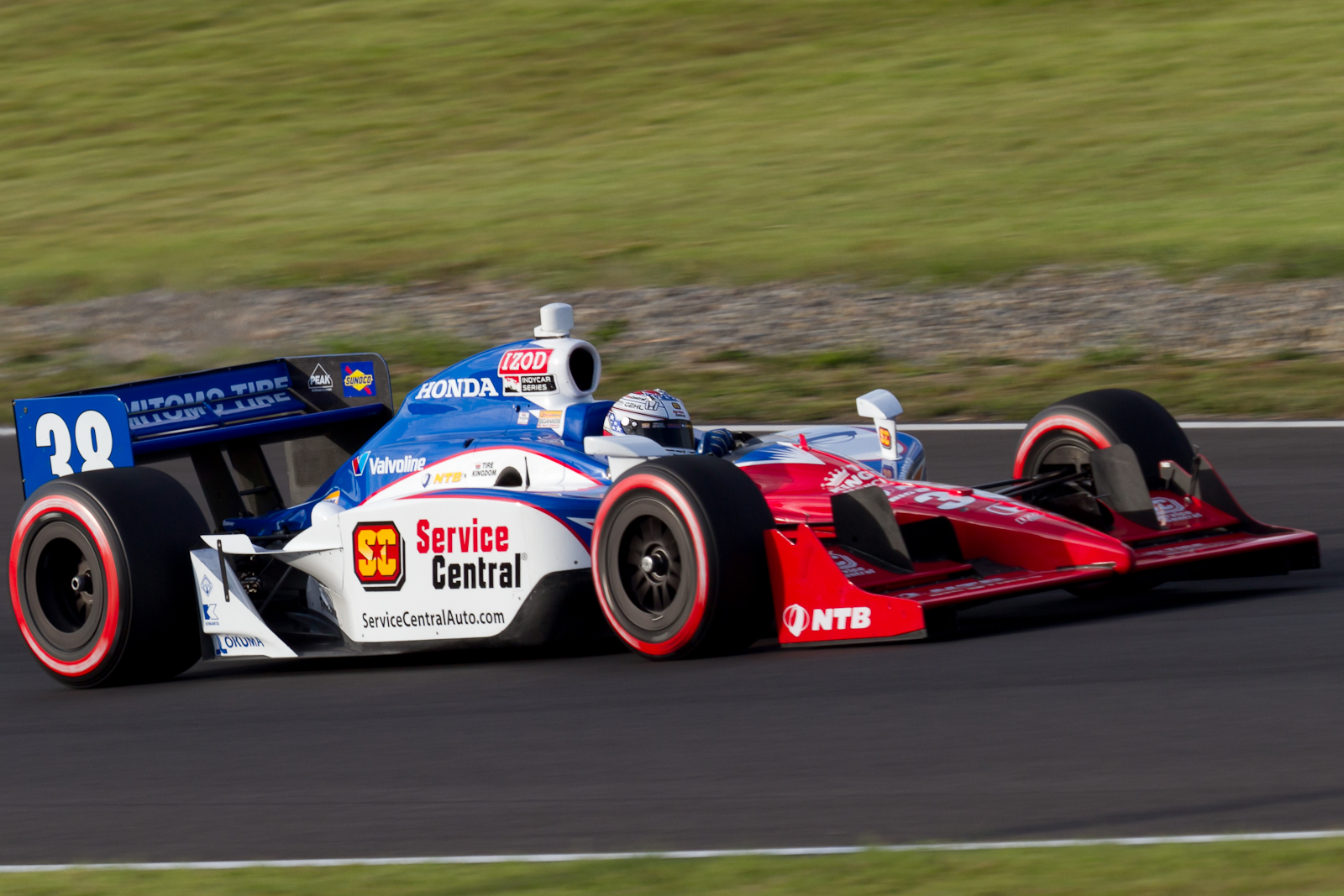
Rahal in 2011

Graham Rahal (Columbus (Ohio), 4 januari 1989) is een Amerikaans autocoureur. Hij is de zoon van voormalig Indianapolis 500 winnaar en Champ Car kampioen Bobby Rahal.
Rahal reed in 2006 het Atlantic Championship voor Conquest Racing van de Belg Eric Bachelart. Hij won dat jaar vijf van de twaalf wedstrijden en eindigde tweede in de eindstand van het kampioenschap. Tijdens het A1GP seizoen van 2005-2006 reed hij voor het Libanese team de grote prijzen van Mexico, de Verenigde Staten en China.
In 2007 reed hij in de Champ Car series voor Newman-Haas-Lanigan Racing. Hij werd tweede tijdens de race in Houston en eindigde op de vijfde plaats in de eindstand. In 2008 stapte hij met het team over naar de IndyCar Series. Hij won vroeg in het seizoen op het stratencircuit van Saint Petersburg maar kon verder geen top vijf plaats meer halen en werd zeventiende in de eindstand. Rahal reed ook in 2009 het IndyCar kampioenschap voor Newman-Haas-Lanigan Racing. Hij behaalde een podiumplaats op de Richmond International Raceway en op de Twin Ring Motegi in Japan. Hij werd zevende in de eindstand. In 2011 won hij de 24 uur van Daytona.

## Resultaten
Champcar resultaten (aantal gereden races, aantal maal in de top 5 van een race, eindpositie kampioenschap en punten)
| Jaar | Races | 1ste | 2de | 3de | 4de | 5de | Rank | Ptn |
| ---- | ----- | ---- | --- | --- | --- | --- | ---- | --- |
| 2007 | 14    | -    | 1   | 3   | 1   | -   | 5    | 243 |

IndyCar Series resultaten (aantal gereden races, aantal maal in de top 5 van een race, eindpositie kampioenschap en punten)
| Jaar | Races | 1ste | 2de | 3de | 4de | 5de | Rank | Ptn |
| ---- | ----- | ---- | --- | --- | --- | --- | ---- | --- |
| 2008 | 18    | 1    | -   | -   | -   | -   | 17   | 288 |
| 2009 | 17    | -    | -   | 2   | 1   | 2   | 7    | 385 |
| 2010 | 12    | -    | -   | -   | -   | 1   | 20   | 235 |
| 2011 | 17    | -    | 2   | 1   | -   | -   | 9    | 320 |
| 2012 | 15    | -    | 1   | -   | 2   | 1   | 10   | 333 |
| 2013 | 19    | -    | 1   | -   | -   | 1   | 18   | 319 |
| 2014 | 18    | -    | 1   | -   | -   | 1   | 19   | 345 |
| 2015 | 16    | 2    | 2   | 2   | 1   | 1   | 4    | 490 |
| 2016 | 16    | 1    | 2   | 1   | 3   | 1   | 5    | 484 |
| 2017 | 17    | 2    | 0   | 0   | 1   | 2   | 6    | 522 |
| 2018 | 17    | 0    | 1   | 0   | 0   | 2   | 8    | 392 |
| 2019 | 17    | 0    | 0   | 1   | 3   | 0   | 10   | 389 |
| 2020 | 14    | 0    | 1   | 2   | 2   | 0   | 6    | 377 |
| 2021 | 16    | 0    | 0   | 1   | 1   | 5   | 7    | 389 |
| 2022 | 17    | 0    | 0   | 0   | 1   | 1   | 11   | 345 |
| 2023 | 17    | 0    | 1   | 0   | 0   | 0   | 15   | 276 |

### Resultaten Indianapolis 500
| Jaar | Chassis | Motor     | Start | Finish | Team                                        |
| ---- | ------- | --------- | ----- | ------ | ------------------------------------------- |
| 2008 | Dallara | Honda     | 13    | 33     | Newman-Haas-Lanigan Racing                  |
| 2009 | Dallara | Honda     | 4     | 31     | Newman-Haas-Lanigan Racing                  |
| 2010 | Dallara | Honda     | 7     | 12     | Newman-Haas-Lanigan Racing                  |
| 2011 | Dallara | Honda     | 29    | 3      | Chip Ganassi Racing                         |
| 2012 | Dallara | Honda     | 12    | 13     | Chip Ganassi Racing                         |
| 2013 | Dallara | Honda     | 26    | 25     | Rahal Letterman Lanigan Racing              |
| 2014 | Dallara | Honda     | 20    | DNF    | Rahal Letterman Lanigan Racing              |
| 2015 | Dallara | Honda     | 17    | 5      | Rahal Letterman Lanigan Racing              |
| 2016 | Dallara | Honda     | 26    | 14     | Rahal Letterman Lanigan Racing              |
| 2017 | Dallara | Honda     | 14    | 12     | Rahal Letterman Lanigan Racing              |
| 2018 | Dallara | Honda     | 30    | 10     | Rahal Letterman Lanigan Racing              |
| 2019 | Dallara | Honda     | 17    | 27     | Rahal Letterman Lanigan Racing              |
| 2020 | Dallara | Honda     | 8     | 3      | Rahal Letterman Lanigan Racing              |
| 2021 | Dallara | Honda     | 18    | DNF    | Rahal Letterman Lanigan Racing              |
| 2022 | Dallara | Honda     | 21    | 14     | Rahal Letterman Lanigan Racing              |
| 2023 | Dallara | Chevrolet | 33    | 22     | Dreyer & Reinbold Racing/Cusick Motorsports |